# Halipegus occidualis
Halipegus occidualis är en plattmaskart. Halipegus occidualis ingår i släktet Halipegus och familjen Halipegidae. Inga underarter finns listade i Catalogue of Life.